# Zbrodnia w Kisielinie

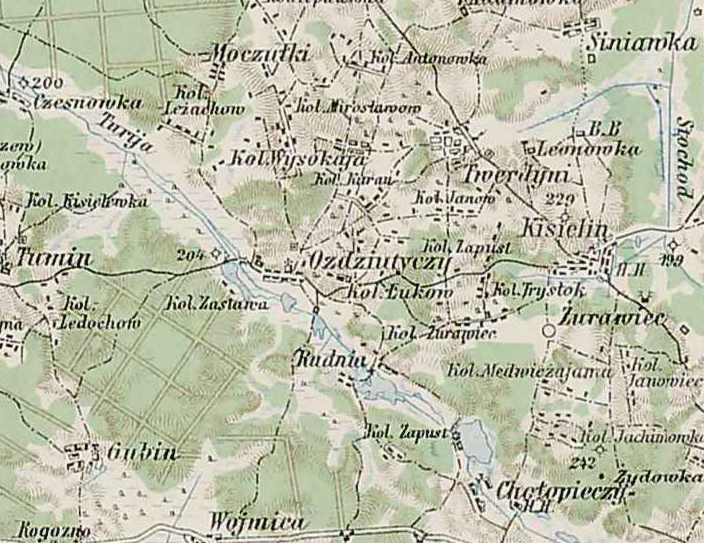
Kisielin

Zbrodnia w Kisielinie – zbrodnia dokonana w niedzielę 11 lipca 1943 roku na ludności polskiej w Kisielinie położonym w powiecie horochowskim województwa wołyńskiego przez oddział Ukraińskiej Powstańczej Armii. W jej wyniku zginęło 90 Polaków.

## Przebieg zbrodni
W czasie gdy niemal cała polska ludność Kisielina przebywała na mszy świętej, miasteczko oraz kościół zostały otoczone podwójnym kordonem upowców. Gdy po zakończeniu mszy Polacy zaczęli wychodzić z kościoła, otworzono do nich ogień. Wśród zaatakowanych wybuchła panika, ludzie cofnęli się do środka i zaczęli szukać ukrycia. Kilkadziesiąt osób zabarykadowało się na piętrze plebanii połączonej z kościołem, 4 osoby ukryły się pod dachem kościoła.
Około 80 osób, które pozostały w kościele i poddały się, zostało zamordowanych przez Ukraińców – rozebranych pod przymusem rozstrzelano pod dzwonnicą i dobito bagnetami.
Polacy, którzy uciekli na piętro plebanii, zdołali obronić się, rzucając we wspinających się po drabinach upowców cegłami z rozbieranych ścian i pieców oraz odrzucając wrzucane przez okna granaty. Po 11 godzinach oblężenia upowcy odeszli. Podczas obrony plebanii zginęło 4 Polaków a 6 zostało rannych. Jednym z rannych był ks. proboszcz Witold Kowalski, który otrzymał postrzał w policzek. Z tego powodu do końca życia (zmarł w 1960 r.) duchowny nie słyszał na lewe ucho oraz cierpiał na ból i zawroty głowy.
Zbrodnie na Polakach w Kisielinie trwały także po 11 lipca 1943 r. M.in. dwa tygodnie później zostało porwane i zamordowane polsko-ukraińskie małżeństwo, Leopold i Anisja Dębscy.
Ocalałym Polakom w różny sposób pomagali niektórzy Ukraińcy.
Jedną z ocalałych była mała dziewczynka Teodora Zgliniecka, która była świadkiem zamordowania swojego ojca przez upowca, strzałem w brzuch. Ktoś wziął ją za rękę i przyprowadził na zakrystię, gdzie ocalała.

## Upamiętnienie po wojnie
Upamiętnieniem zbrodni w Kisielinie zajmował się Włodzimierz Dębski, syn Leopolda i Anisji, który w obronie plebanii stracił nogę. W 2006 r. wydano jego monografię o Kisielinie pt. Było sobie miasteczko. Na jej podstawie w 2009 r. powstał film dokumentalny o tym samym tytule, opowiadający o zbrodni. Kompozytorem muzyki do filmu jest syn Włodzimierza, Krzesimir Dębski.
W 2023 r. odznaczono pośmiertnie Medalem Virtus et Fraternitas Ukraińców, którzy pomogli Włodzimierzowi Dębskiemu: Piotra Parfeniuka, jego stryjostwo: Lubow i Antona Parfeniuków oraz Paraskewę Padlewską. Wyróżniono także Ukraińców pomagających innym Polakom: Pawła Kyca, Sofię Kyc, Mykołę Korenia, Anastasiję Koreń, Sawę Kowtoniuka, Ustynę Kowtoniuk, Semena Biliczuka.
W 1992 roku Stowarzyszenie Upamiętniania Polaków Pomordowanych na Wołyniu postawiło w Kisielinie 5 metalowych krzyży o wysokości 5-10 metrów oraz wykonało ogrodzenie cmentarza i zbiorowej mogiły.